# Steps Ahead
Steps Ahead es un supergrupo de Jazz fusion estadounidense formado originalmente en 1979 con el nombre de Steps por Michael Brecker (saxo), Don Grolnick (piano), Mike Mainieri (vibráfono), Eddie Gómez (contrabajo) y Peter Erskine (batería).

## Trayectoria

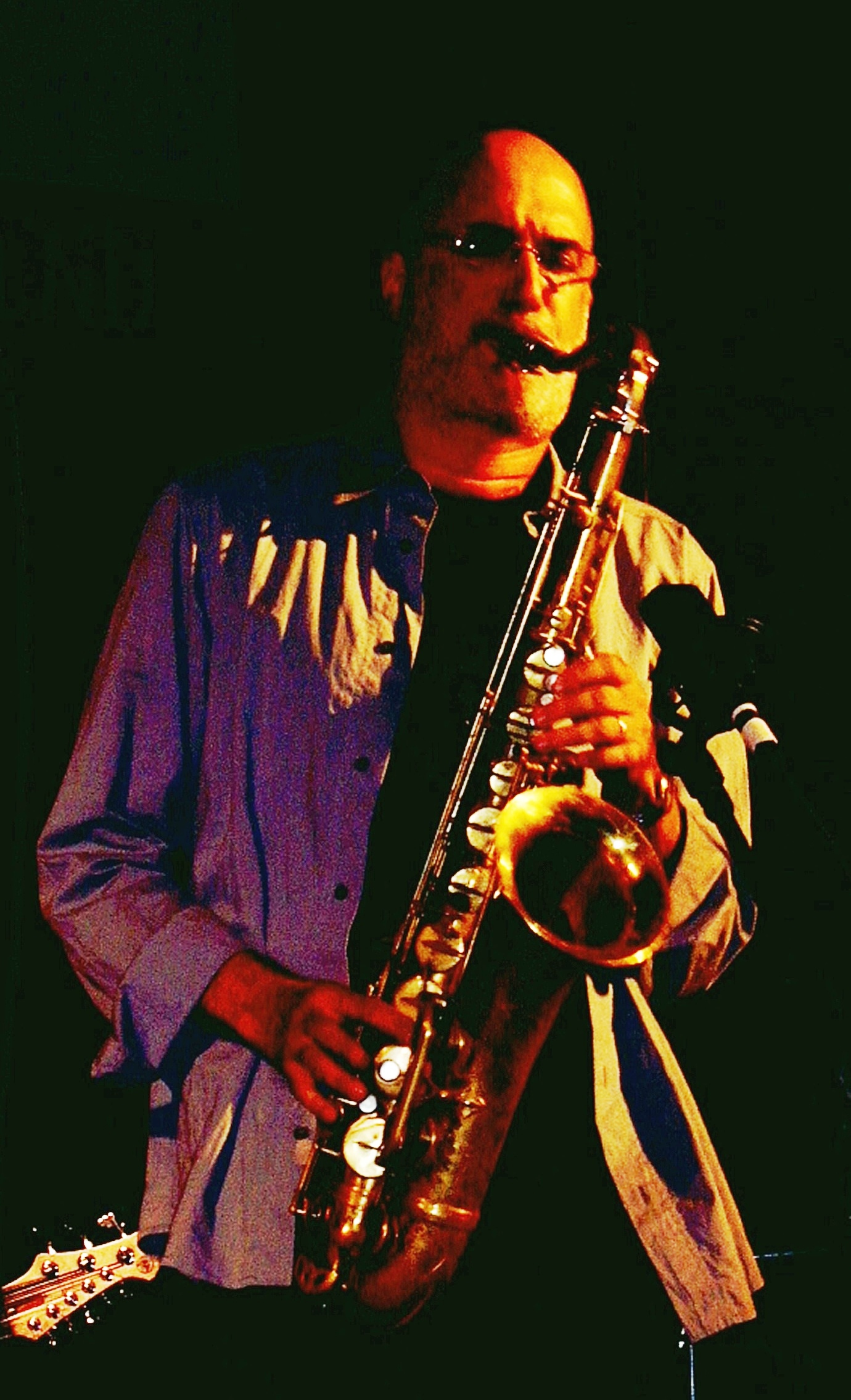
Michael Brecker.

Formado inicialmente en 1979 con la dirección del vibrafonista Mike Mainieri y con el nombre de Steps, el conjunto publicó en 1980 su primer álbum, titulado Step by Step, que cosechó una excelente crítica. Dos años más tarde editan Paradox, un disco en la misma línea que el anterior y en el que el batería de Weather Report Peter Erskine reemplazaba a Steve Gadd. Ese mismo año, y con la misma formación saldría al mercado Smokin' in the Pit, un trabajo grabado en directo en Tokio que fue calificado como uno de los mejores álbumes de la historia del jazz.
En 1983 el grupo cambia de nombre por problemas de copyright y edita Steps Ahead, un disco que contaba con la participación de la pianista brasileña Eliane Elias, en aquel entonces toda una desconocida. En 1984 ve la luz Modern Times un disco de raíz electrónica con el que Mainieri intentaba adaptarse al sonido de los nuevos tiempos. En el álbum se incorporaban todo tipo de teclados, samples, baterías programadas, técnicas de estudio, así como el original Chapman Stick, ejecutado por Tony Levin. Magnetic de 1986 continuaba la idea, con un Michael Brecker haciendo un sorprendente uso de su controlador de viento EWI; ese disco iba a ser la última grabación en estudio que el gran saxofonista realizaría con la banda.
En 1986 sale a la luz Live in Tokyo 1986, un disco que presentaba a tres nuevos miembros de la sección rítmica (Mike Stern (g.), Darryl Jones (b.) y Steve Smith (bat.) pero que no obtuvo un gran éxito de crítica. A partir de ese momento la banda bajaría ligeramente el listón, tanto en número de grabaciones como en su calidad. Nuevos integrantes van pasando por los estudios de grabación para cada disco, y de entre los integrantes originales permanece únicamente Mainieri.
Actualmente los miembros de Steps Ahead se siguen reuniendo esporádicamente para aparecer en los escenarios de los mejores festivales de jazz del mundo con su peculiar combinación de jazz, R&B, rock, y fusión. La formación de 2007 estaba integrada por Mainieri (vib), Bill Evans (ts), Bryan Baker (g), Anthony Jackson (b) o Etienne Mbappe, y Steve Smith (dr).

## Miembros

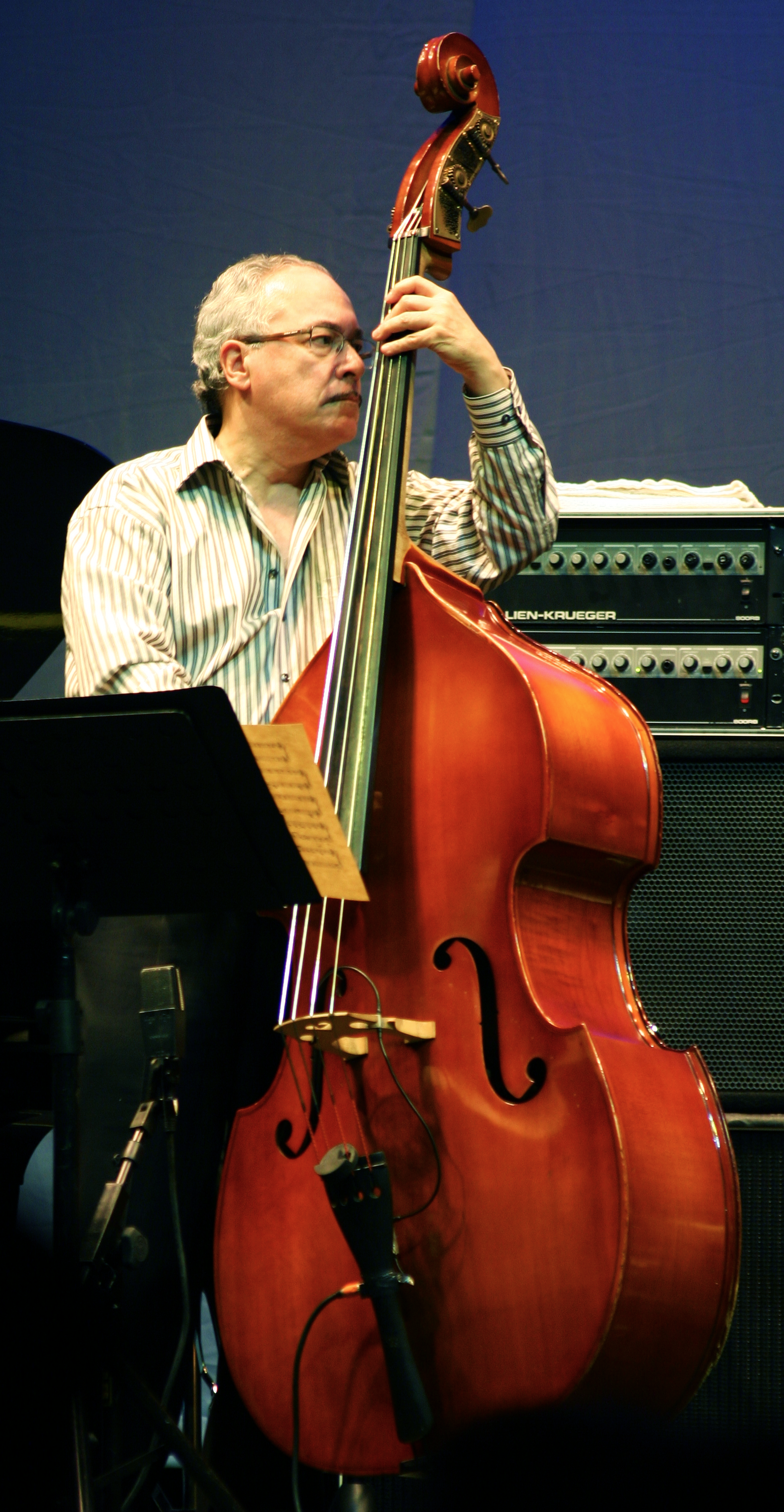
Eddie Gómez.

Además de los miembros originales de la primera formación, por la banda han ido pasando algunos de los mejores músicos de la escena fusion de la escena norteamericana y mundial:, entre los que cabe citar:
- Batería: Peter Erskine, Dennis Chambers, Steve Smith, Steve Gadd, Rodney Holmes, Billy Kilson, Clarance Penn, Jeff 'Tain' Watts, Ben Perosky
- Bajo: Eddie Gómez, Victor Bailey, Tony Levin, Darryl Jones, Richard Bona, Anthony Jackson, Tom Kennedy, Jeff Andrews, James Genus, Baron Browne, Richie Goods, Marc Johnson, Ed Howard, Larry Grenadier, Scott Colley
- Piano / Teclados: Don Grolnick, Eliane Elias, Warren Bernhardt, Rachel Z, Kenny Kirkland, George Whitty, Mitch Forman, Robbie Kilgore, Dave Kikoski, Joey Calderazzo
- Guitarra: Mike Stern, Chuck Loeb, Bryan Baker, Steve Khan, Hiram Bullock, Dean Brown, Paul Jackson, Wayne Krantz, Jimi Tunnell
- Percusión:
- Vibráfono: Mike Mainieri
- Saxo: Michael Brecker, Bob Berg, Bill Evans, Bob Mintzer, Bendik Hofseth, Rick Margitza, Donny McCaslin, ,
- Voz: Dianne Reeves, Bobby McFerrin, Richard Bona

## Discografía

### En estudio
- Step by Step, 1980
- Steps Ahead, 1983
- Modern Times, 1984
- Magnetic, 1986
- N.Y.C., 1989
- Yin-Yang, 1992
- Vibe, 1994

### En directo
- Paradox. Live At Seventh Avenue South, 1982
- Smokin' in the Pit, 1982
- Copenhagen Live, 1983 [Dvd]
- Live in Tokyo 1986, 1986 [Cd & Dvd]
- Holding Together, 2005